# 任筑山

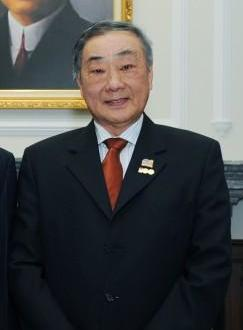

任筑山（Joseph J. "Joe" Jen, Ph.D.，1939年—），臺灣裔美國人，為前任美國農業部副部長（主管教育、研究和經濟事務，任期為2001年7月至2005年5月）、加州農業廳顧問，並曾任加州州立工藝大學San Luis Obispo分校農學院院長，加州大学华裔学者协会创会理事。
任筑山1939年生于重庆，於1960年從國立台灣大學農化系畢業，1964年得到華盛頓州立大學食品科學碩士，1969年柏克萊加州大学生物化學博士，1986年獲南伊利諾大學企管碩士，他同時也是加州大学华裔学者协会创会理事。
任筑山是前台灣省行政長官公署交通處長、台灣省政府財政廳長任顯群和妻子章筠倩所生長子，當年在母親示意下向父親要了一張機票錢，然後帶上母親給的500美元隻身赴美。